# 上薩朗德希爾鎮區 (阿肯色州普雷里縣)
上薩朗德希爾鎮區（英語：Upper Surrounded Hill Township）是位於美國阿肯色州普雷里縣的一個行政鎮區。

## 地方資料
上薩朗德希爾鎮區的面積為47.87平方千米，當中陸地面積為46.00平方千米，而水域面積為1.87平方千米。根據2010年美國人口普查的數據，當地共有人口78人，而人口密度為每平方千米1.63人。